# Šarenica
Šarenica (latinsko íris) je kolobar mišičnega tkiva med roženico in lečo. Šarenica spreminja velikost zenice, skozi katero vstopajo v oko svetlobni žarki. V njej je gladka mišica, ki deluje refleksno. Pri premočni svetlobi šarenica zenico zoža, pri šibki svetlobi pa jo razširi. V šarenici so barvila, ki dajejo očem barvo.